# Reino bulozi
El Reino de los bulozi o Reino Kololo (1838-1864) es un estado desaparecido del África Subsahariana que ocupó amplias zonas principalmente de lo que hoy es Zambia, pequeñas extensiones de Zimbabue y durante cierto tiempo algunas zonas en el este de Angola, el extremo noreste de Namibia y el extremo norte de Boswana, en torno a las cataratas Victoria. Se instauró en territorios antes controlados por el Reino lozi, el cual fue restaurado en 1864. En 1889 éste desapareció definitivamente cuando el Imperio británico creó el Protectorado de Barotselandia. Fue uno los grandes reinos autóctonos de Zambia del siglo XIX, junto al Reino de Cazembe y al Reino bemba.

## Etimología

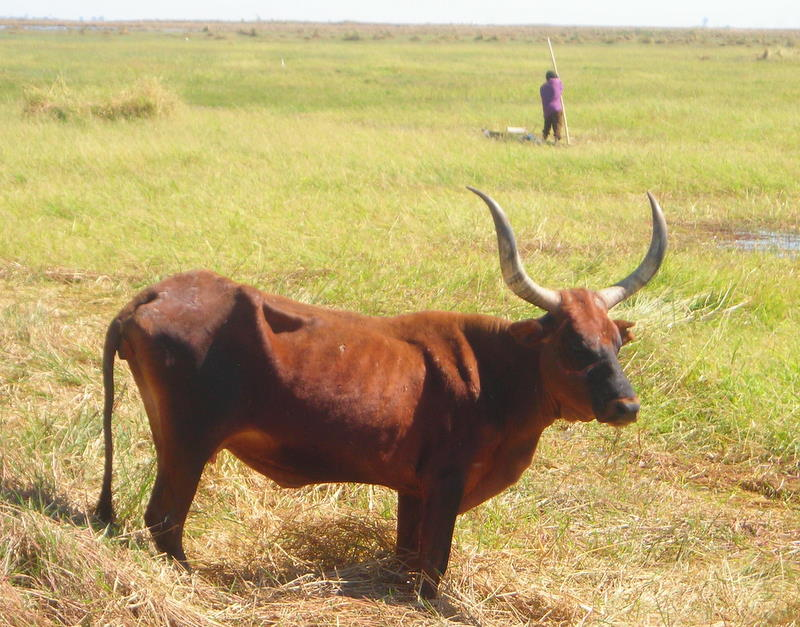
Bóvido en las llanuras del Zambeze, centro del Reino de Bulozi.

El reino toma su nombre de la llanura Bulozi, un territorio de unos 4270 km² dividido por el río Zambeze que se encuentra entre la provincia Occidental de Zambia y Angola. El río la inunda en parte durante la estación húmeda, mientras que sus zonas más alejadas del agua están cubiertas por los inicios del desierto del Kalahari.

## Extensión
El reino alcanzó su máxima extensión durante el reinado de Sibitwane, llegando a ser más grande y poderoso de lo que había sido el reino de los lozi. Su centro estaba en la planicie de Bulozi. Al sur llegaron hasta la actual provincia del Sur (Zambia), aunque es difícil trazar sus fronteras debido al acoso constante de los matabele. Sin embargo, se sabe que controlaron a todas las tribus de la etnia toka en torno a las cataratas Victoria, cosa que no habían llegado a conseguir los lozi. También se cuenta que Sibitwane se enfrentó al territorio del jefe Monze en una guerra llamada Bungwilimba (Guerra de la Paloma), debido al gran número de huesecillos que fueron recogidos por los tonga como trofeos.
Por el suroeste llegaron más allá del río Linyanti. Al noreste controlaron la región de Mankoya, llegando a incluir en el reino varios de los grupos nkoya. El pueblo más norteño de Bulozi fue Libonda, en la confluencia de los ríos Luanginga y Zambeze.

## Historia

### Causas de la caída del Reino lozi
El reino nació después de que una serie de pueblos procedentes del desestabilizaran en 1840 el Reino lozi. Esas gentes, de la etnia sotho, escapaban de las revoluciones políticas y militares que estaban teniendo lugar entre las tribus de la actual Sudáfrica. Llamados en su conjunto makololo, se establecieron primero en la región de Lynianti antes de cruzar el río Zambeze hacia el sur y crear un Estado llamado Reino de Bulozi bajo el liderazgo de un hombre llamado Sibitwane. La estructura social de los lozi era compleja y no estaba exenta de fricciones. De esta manera, se deducen una serie de causas que provocaron su caída, creyéndose que la llegada de los invasores sólo fue su detonante.
1. La etnia luyana, que habitaba el norte del Reino lozi, estaba en el poder, provocando el descontento de los tonga, etnia que habitaba el sur del país. Los tonga aprovechaban las debilidades de los reyes luyana para intentar bien hacerse con el poder, bien independizarse. El Reino de Bulozi, curiosamente, se asentó en tierras de los tonga, mientras que el debilitado Reino lozi mantenía su autoridad en el norte.
2. Guerra civil entre los lozi por la sucesión, al que pretendían dos personas. Esto sucedió después de que el hermano de uno de ellos estableciera un reino efímero segregado de los lozi, que pronto fue conquistado por estos. Esta guerra se estaba aún desarrollando cuando llegaron los invasores.
3. Los lozi disponían que cualquier varón de la familia real descendiente Mbuyu, una figura ancestral para ellos, era candidato potencial al trono. Esto generó una gran cantidad de pretendientes, lo que agudizó las disputas.
4. Durante el siglo XIX la llanura de Bulozi atrajo a inmigrantes venidos de la actual Angola, que traían su propia cultura y sus creencias religiosas. Se dividieron en grupos o tribus, cada uno con su respectivo jefe. Esta situación ayudó a descentralizar en gran medida el reino de los lozi, ya que no respondían al poder central.

### Asentamientos efímeros
Los invasores, llamados makololo, comandados por Sibitwane, se asentaron en otro lugar antes de llegar a la llanura de Bulozi. Fue en la región de Linyanti, al sur del río Zambeze y junto al río Linyanti. Los relatos tradicionales de los lozi no cuentan qué hicieron ni cuánto tiempo se quedaron allí y que entonces comenzaron los enfrentamientos con los lozi. Después se marcharon hacia al norte, en lo que hoy es la provincia del Sur, en Zambia. Para ello tuvieron que cruzar el Zambeze, y se sabe que entonces los makololo intervinieron en unas disputas entre tribus que habitaban el lugar. Cruzaron la meseta de Batoka hasta cerca de las cataratas Victoria, pero encontraron resistencia y tuvieron que volver a Batoka. Obligados por otros pueblos los makololo llegaron a las llanuras de Bulozi, donde se asentaron. Este hecho tuvo como consecuencia el fin de la expansión territorial y económica de los lozi en esa dirección.

### El Reino de Bulozi
Por aquellas fechas los lozi vendían a las etnias ila y tonga como esclavos. Estos habitaban en Bulozi y significaban una porción muy importante en la economía lozi. Eran un estado vasallo del Reino lozi. Cuando los makololo llegaron a esa región los lozi estaban en plena guerra civil por la sucesión en el trono y terminaron por dividirse en tres grupos principales. Uno de ellos, los luyana, huyeron hacia el sur y llegaron al valle donde se acababan de asentar los makololo en calidad de refugiados. Su presencia alteró el orden recién establecido y no estuvo exenta de disputas.
La corta historia del reino no fue tranquila, pues durante su existencia se vio sacudido por las revueltas de los lozi y el enfrentamiento de una serie de etnias refugiadas de esas guerras que confluyeron en las planicies de Bulozi, y cuya historia e instituciones es sólo parcialmente conocida, principalmente a través de antiguos testimonios orales. Parece ser que además Sibitwane, como medida para extender su control sobre grupos vecinos, delegó responsabilidades a terceros, especialmente entre los miembros de su familia. Por otro lado había otras dos familias reales en el lugar, aunque no tenían mucho poder sobre sus respectivas regiones, que estaban en manos de familias aristocráticas como los luyana. Los makololo pudieron finalmente conquistar la región. Sin embargo, el misionero y escritor escocés David Livingstone (1813-1873) escribió que las relaciones entre los vasallos y los makololo eran tensas. Es a partir de la llegada de Livingstone que tenemos documentos escritos sobre Buluzi. Parte de lo acontecido hasta entonces se desconoce, y casi todo el resto se presta a confusión.
Uno de los mejores ejemplos de esta situación se dio a la muerte de Sibitwane, cuando uno de los jefes vasallos intentó independizarse del poder central controlando económicamente el valle, pues la riqueza del mismo provenía únicamente de las zonas inundadas. Privados de esta riqueza y no teniendo las buenas relaciones comerciales que habían tenido los lozi, la economía makololo declinó rápidamente, especialmente tras la muerte de Sibitwane el 7 de julio de 1851. Para solucionarlo buscaron comercio internacional con los pueblos del sur, e incluso llegaron a existir relaciones con los árabes. En 1853, además, los makololo creyeron que Livingstone les proporcionaría una ruta comercial con la costa oeste africana y empezaron a enviar expediciones comerciales. Se generó un cierto comercio entre los pueblos de la zona y las costas este y oeste. No obstante, este comercio no fue muy exitoso, y hubo quejas del trato dado por Sekelelu. 
Los makololo deseaban establecer mayores contactos con británicos, portugueses y árabes, pensando que podrían obtener armas de ellos para utilizarlas contra los matebele, el pueblo cercano a las cataratas Victoria con el que habían chocado y que aún les hostigaba en ocasiones.

### Desaparición
Además de la caída en la economía tras la muerte de Sibitwane, uno de los problemas que tuvo que enfrentar el reino fue el avance sucesivo de los matebele desde el sur. Los cronistas europeos dejaron constancia de que los makololo les tenían terror. Sibitwane se retiró hasta el río Zambeze y protegió los vados. Esa línea pasó a ser la frontera con los matebele, que continuó inmutable hasta la conquista británica. Otra razón dada para su caída fue la cantidad de hombres sanos y por tanto, guerreros potenciales. Livingston los calculó en 1853 en 500, cifra muy superior a la que vio a su regreso sólo dos años después, pues había mermado su salud y además, debilitado su poder.
Quizá el problema principal fue la muerte de Sibitwane en 1851, rey al que le debían vasallaje todos los demás, y al que estaban unidos la mayoría de los jefes por lazos familiares. Él les había guiado en las batallas y casi siempre habían salido victoriosos.
En 1864 los lozi, que ya habían conseguido estabilizarse en el norte, derrocaron a la dinastía makololo y volvieron a controlar el valle, con lo que el Reino de Bulozi desapareció y el Reino lozi quedó restaurado. Posteriormente el territorio que ocupaba fue integrado en Barotselandia, un protectorado británico reconocido en 1891, en virtud de un trato con la BSAC para la explotación de las minas de Buluzi que había sido firmado a finales de 1889 o principios de 1890 por el rey lozi Lewanika. La BSAC, que pocos años después comenzó a hostigar a los bemba so pretexto de que éstos no habían dejado de comerciar con exclavos, fijaron los límites de la nueva región de Buluzi según las fronteras angoleñas de los portugueses y afirmaron su poder en la región.
Como muchos otros antiguos reinos de la región, Bulozi aún continúa existiendo en un plano tradicional más que político, y bajo el recuerdo de haber sido Barotselandia. Los lozi, restauradores de su dinastía en Bulozi, siguen teniendo a sus mandatarios dentro del territorio de la actual Zambia.

## Curiosidades
- En la segunda mitad del siglo XIX el misionero Francisco Coillard visitó el Reino de Bulozi. Como arma para defenderse utilizó una cámara fotográfica, haciendo creer a los nativos que se trataba de un objeto con poderes sobrenaturales.[2]